# Rödhuvad manakin
Rödhuvad manakin (Ceratopipra rubrocapilla) är en fågel i familjen manakiner inom ordningen tättingar.

## Utbredning och systematik
Fågeln förekommer i tropiska trakter från östra Peru till norra Bolivia, södra Amazonområdet och östra Brasilien. Den behandlas som monotypisk, det vill säga att den inte delas in i några underarter.

## Status
IUCN kategoriserar arten som livskraftig.